# Cos d'exèrcit
Un Cos d'exèrcit és una unitat militar integrada per 2, 3, 4 o àdhuc 5 divisions, que actuen més o menys juntes i sota el comandament únic d'un General de divisió o pels països a tinent general, tot i que segons l'exèrcit es pot tractat d'un Tinent General, d'un General, o d'un Mariscal de Camp.